# クロムニェジーシュ宮殿
クロムニェジーシュ宮殿 （チェコ語: Zámek Kroměříž）は、チェコのクロムニェジーシュにある、バロック様式のかつての大司教の邸宅。

## 歴史
この地の最初の邸宅は、1497年にオロモウツ司教となったスタニスラス・トゥルツォによって建てられた。建物は後期ゴシック様式を基本にしつつ、最新のルネサンス様式を一部に取り入れていた。三十年戦争の間の1643年、城はスウェーデン軍によって略奪にあった。
権力のあるリヒテンシュタイン家が宮殿をバロック様式に改装するよう建築家フィリベルト・ルッケーゼに依頼してから、1664年までは司教のものではなかった。ルッケーゼの仕事の注目すべき作品は、城正面の娯楽用庭園である。1666年のルッケーゼの死によって、後任のジョヴァンニ・ピエトロ・テンカッラが公式庭園としてルッケーゼの作品を完成させ、テンカッラが属していたトリノ派を偲ばせる手法で宮殿を再建した。 
1752年3月の大火で宮殿がすっかり焼けてしまうと、2人のオーストリア皇室お抱え芸術家フランツ・アントン・マウルベルトシュとヨーゼフ・スターンが宮殿ホールの装飾を自分たちの作品でするために到着した。彼らの絵画が加わり、宮殿は芸術コレクションを収蔵し、国でも優れた絵画を収めた場所とされた。ギリシア・ローマ神話から題材を得た ティツィアーノ最後の作品『マルシュアスの皮剥ぎ』が含まれている。収集品の大部分は1673年にケルンで、司教カレルが買い求めた物である。宮殿には顕著な音楽の業績と33,000冊もの蔵書を持つ図書館がある。
宮殿内のインテリアは広範囲で、映画『アマデウス』においてウィーンのホーフブルク宮殿のシーンを撮影するのに使われた。この作品はヴォルフガング・モーツァルトの生涯を元としているが、彼自身がクロムニェジーシュを訪れたことはない（ただし、モーツァルトが1781年ごろに作曲した二台のピアノのための「ラルゲットとアレグロ（ケッヘル番号なし、未完）」が1960年に図書館で発見されている）。観客席は、映画『不滅の恋/ベートーヴェン』でのピアノ・コンチェルトのシーンに使用された。また、2014年放送のロシアテレビドラマ『エカテリーナ』のロケ地としても使用された。
1998年に宮殿の建物と庭園は、「花の庭園」(Květná zahrada)と合わせて「クロムニェジーシュの庭園と城」としてユネスコの世界遺産に登録された。

## 世界遺産

### 登録基準
この世界遺産は世界遺産登録基準のうち、以下の条件を満たし、登録された（以下の基準は世界遺産センター公表の登録基準からの翻訳、引用である）。
- (2) ある期間を通じてまたはある文化圏において、建築、技術、記念碑的芸術、都市計画、景観デザインの発展に関し、人類の価値の重要な交流を示すもの。
- (4) 人類の歴史上重要な時代を例証する建築様式、建築物群、技術の集積または景観の優れた例。

## 参照
- Materials from the World Heritage website